# Convento dei Chierici Minori di San Francesco Caracciolo
Convento dei Chierici Minori di San Francesco Caracciolo ou Convento dei Chierici Minori Caracciolini é um antigo convento localizado na esquina da Piazza di San Lorenzo in Lucina com a Via di Campo Marzio, no rione Colonna de Roma.

## História
Em 1606, o papa Paulo V entregou a igreja de San Lorenzo in Lucina aos Clérigos Regulares Mínimos de São Francisco Caracciolo, conhecidos como caracciolini, uma ordem religiosa fundada por São Francisco Caracciolo (fora da Itália, eles são conhecidos principalmente como "Padres Adorno"). O convento foi construído com base num projeto de Carlo Rainaldi em 1665 para abrigar os padres da ordem. No local antes ficava um palácio medieval da família Acquaviva, adquirido pelo cardeal Montalto, o futuro papa Sisto V, que depois determinou a sua demolição. Sucessivas reformas foram executadas por Carlo Bizzaccheri na primeira metade do século XVII. O portal, descentralizado à esquerda da fachada, conta com uma arquitrave e um tímpano arqueado alto que chega até o mezzanino, constituído por quatorze pequenas janelas de moldura simples. O primeiro e o segundo pisos, separados por sutis cornijas marcapiano tem quinze janelas cada um, também estas de moldura simples, ao passo que o último piso é marcado pelas pequenas janelas do sótão.
Depois da captura de Roma (1870), o convento foi confiscado e, em 1874, o passou a abrigar o Museo Artistico Industriale, que ali permaneceu por meros dois anos, quando a coleção foi levada para o Palazzo del Collegio Romano. Atualmente, o edifício abriga uma delegacia dos Carabinieri, a polícia militar italiana.